# Ézanville
Ézanville är en kommun i departementet Val-d'Oise i regionen Île-de-France i norra Frankrike. Kommunen ligger i kantonen Écouen som tillhör arrondissementet Sarcelles. År 2022 hade Ézanville 9 789 invånare.

## Befolkningsutveckling
Antalet invånare i kommunen Ézanville
| Referens: INSEE |